# Taounate
Taounate (arabisch تاونات Tawnat, Tarifit ⵜⴰⵡⵏⴰⵜ) ist eine Stadt im Norden Marokkos. Sie ist seit 1977 die Hauptstadt der gleichnamigen Provinz in der Region Fès-Meknès.

## Lage und Klima
Die Stadt Taounate liegt in den südlichen Ausläufern des Rif-Gebirges zwischen Fès und Al Hoceïma in einer Höhe von ca. 600 m. Nächstgelegene Großstadt ist Fès (ca. 85 km Fahrtstrecke südwestlich). Das Klima ist gemäßigt bis warm; Regen (ca. 655 mm/Jahr) fällt nahezu ausschließlich im Winterhalbjahr.

## Bevölkerung
| Jahr      | 1994   | 2004   | 2014   | 2024   |
| Einwohner | 24.378 | 32.629 | 37.616 | 39.114 |

Die Bevölkerung der Stadt ist im Wesentlichen berberischer Abstammung; man spricht Tarifit und Marokkanisches Arabisch.

## Wirtschaft
Im Umland wird Landwirtschaft und Viehzucht betrieben. Angebaut wird vor allem Weizen, außerdem Obst und Früchte wie Kirschen, Äpfel, Pfirsiche, Feigen sowie Oliven für die Ölproduktion. Auf den umliegenden Hügeln gibt es Plantagen von Zedern und Korkeichen.

## Geschichte
Die Geschichte des Ortes reicht möglicherweise bis in die Zeit der Almohaden zurück. Drei Stammesgruppen (Meziah, Jaia und Rghiwa) verließen im 13. Jahrhundert die Region um das Zerhoun-Massiv bei Meknès und ließen sich hier nieder.